# Carlos Tabares
Carlos Tabares, född den 8 juli 1974 i Havanna, är en kubansk basebollspelare som tog guld för Kuba vid olympiska sommarspelen 2004 i Aten.
Tabares representerade Kuba i World Baseball Classic 2006, där Kuba kom tvåa. Han spelade sju matcher och hade ett slaggenomsnitt på 0,231, inga homeruns och inga RBI:s (inslagna poäng).